# Destructief onderzoek
Destructief onderzoek (DO) is, in de materiaalkunde, het testen van individuele materialen op hun bezwijkmechanisme. Zoals de term al aangeeft is het materiaal na de test niet meer bruikbaar als constructie-element. (Denk bijvoorbeeld aan het afsteken van lucifers om te testen of deze wel lang genoeg branden.) Destructieve tests zijn vrij makkelijk uit te voeren, in vergelijking met niet-destructief onderzoek (NDO).
Met destructieve tests komt men, met het oog op zijn toekomstig gebruik, meer te weten over de eigenschappen van het geteste materiaal. Veel van de mechanische materiaalproeven zijn destructief. Enkele voorbeelden van destructieve testen:
- Trekproef waarbij, in het spanning-rekdiagram van het geteste materiaal, de volgende parameters (mechanische eigenschappen) worden uitgelezen/gekwantificeerd:
  - Proportionaliteitsgrens
  - Vloeigrens
  - Treksterkte
  - Breukspanning en -rek
  - Taaiheid
  - Brosheid
- Buigproef
- Vermoeiingstesten
- Hardheidstesten
- Impacttesten